# Departamento do Interior dos Estados Unidos
O Departamento do Interior dos Estados Unidos (DOI) é um departamento executivo do governo federal dos Estados Unidos responsável pela gestão e conservação da maior parte das terras federais e dos recursos naturais. Ele também administra programas relacionados aos nativos americanos, nativos do Alasca, nativos havaianos, assuntos territoriais e áreas insulares dos Estados Unidos, além de programas relacionados à preservação histórica. Aproximadamente 75% das terras públicas federais são administradas pelo departamento, sendo a maior parte do restante gerida pelo Serviço Florestal do Departamento de Agricultura. O departamento foi criado em 3 de março de 1849 e tem sua sede no Edifício Principal do Interior, localizado no número 1849 da C Street NW, em Washington, D.C.
O departamento é liderado pelo secretário do Interior, que responde diretamente ao presidente dos Estados Unidos e é membro do gabinete presidencial. O atual secretário do Interior é Doug Burgum, que tomou posse em 1º de fevereiro de 2025.
Em meados de 2004, o departamento gerenciava 507 milhões de acres (2.050.000 km²) de terras de superfície, o que equivale a cerca de um quinto do território dos Estados Unidos. Ele administra 476 represas e 348 reservatórios por meio do Bureau de Reclamation, 433 parques nacionais, monumentos, sítios históricos, entre outros, por meio do Serviço Nacional de Parques, e 544 refúgios nacionais de vida selvagem por meio do Serviço de Pesca e Vida Selvagem. A maior agência de gestão de terras do departamento é o Bureau de Gestão de Terras (BLM), que administra aproximadamente um oitavo do território dos Estados Unidos.
Apesar do nome, o Departamento do Interior tem um papel diferente dos ministérios do interior de outros países, que geralmente são responsáveis por assuntos policiais e de segurança interna. Nos Estados Unidos, as funções de segurança nacional e imigração são desempenhadas principalmente pelo Departamento de Segurança Interna e, secundariamente, pelo Departamento de Justiça. O Departamento do Interior muitas vezes tem sido humoristicamente chamado de "Departamento de Tudo o Mais" devido à sua ampla gama de responsabilidades.

## História

### Formação do departamento
A criação de um departamento para assuntos internos foi considerada pela primeira vez pelo 1º Congresso dos Estados Unidos em 1789, mas essas funções foram atribuídas ao Departamento de Estado. A ideia de um departamento doméstico separado continuou a ser debatida por meio século e foi apoiada por presidentes desde James Madison até James Polk. A Guerra Mexicano-Americana de 1846–1848 deu novo impulso à proposta, à medida que as responsabilidades do governo federal aumentavam. O secretário do Tesouro de Polk, Robert J. Walker, tornou-se um grande defensor da criação do novo departamento.
Em 1849, Walker afirmou em seu relatório anual que vários escritórios federais estavam alocados em departamentos com os quais tinham pouca relação. Ele observou que o Escritório Geral de Terras dos Estados Unidos tinha pouca conexão com o Tesouro e também destacou o Gabinete de Assuntos Indígenas, que fazia parte do Departamento de Guerra, e o Escritório de Patentes, que estava no Departamento de Estado. Walker argumentou que esses e outros órgãos deveriam ser reunidos em um novo Departamento do Interior. Um projeto de lei autorizando a criação do departamento foi aprovado na Câmara dos Representantes em 15 de fevereiro de 1849 e permaneceu um pouco mais de duas semanas no Senado. O departamento foi estabelecido em 3 de março de 1849 (9 Stat. 395), na véspera da posse do presidente Zachary Taylor, quando o Senado votou por 31 a 25 para criar o departamento. Sua aprovação foi retardada pelos democratas no Congresso, que relutavam em criar mais cargos para serem preenchidos pelo governo Whig recém-eleito. O primeiro secretário do Interior foi Thomas Ewing.
Várias das responsabilidades domésticas que o departamento inicialmente assumiu foram gradualmente transferidas para outros órgãos. Por exemplo, o Departamento do Interior era responsável pelo controle da poluição da água antes da criação da Agência de Proteção Ambiental (EPA). Outras agências tornaram-se departamentos independentes, como o Bureau de Agricultura, que mais tarde se tornou o Departamento de Agricultura. No entanto, a gestão de terras e recursos naturais, os assuntos indígenas, a conservação da vida selvagem e os assuntos territoriais continuam sendo responsabilidades do Departamento do Interior.

## Unidades

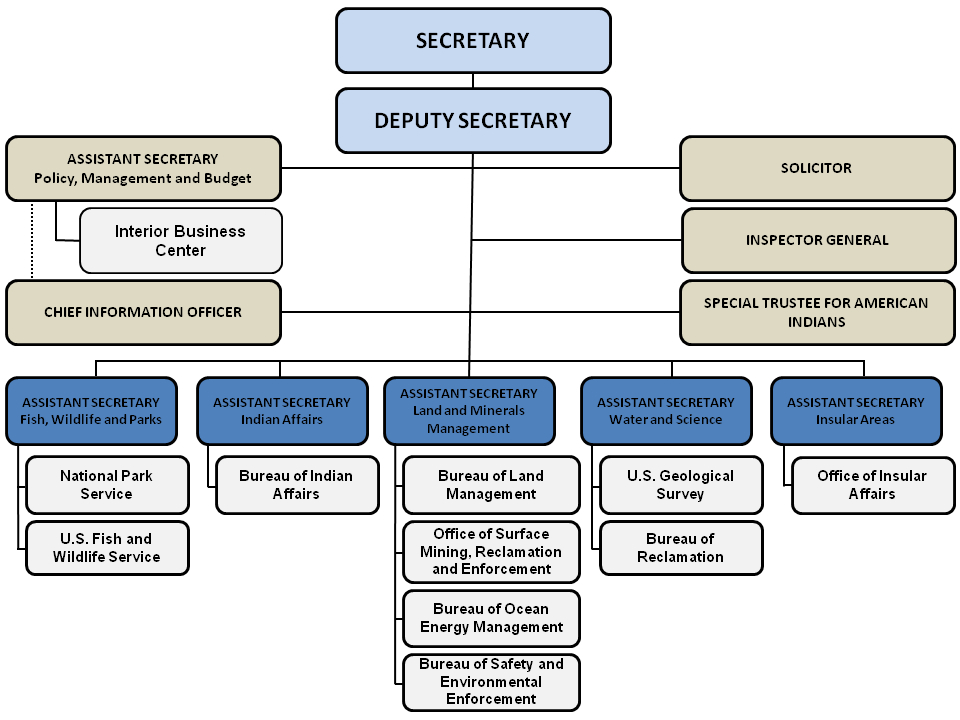
A hierarquia do Departamento do Interior dos EUA

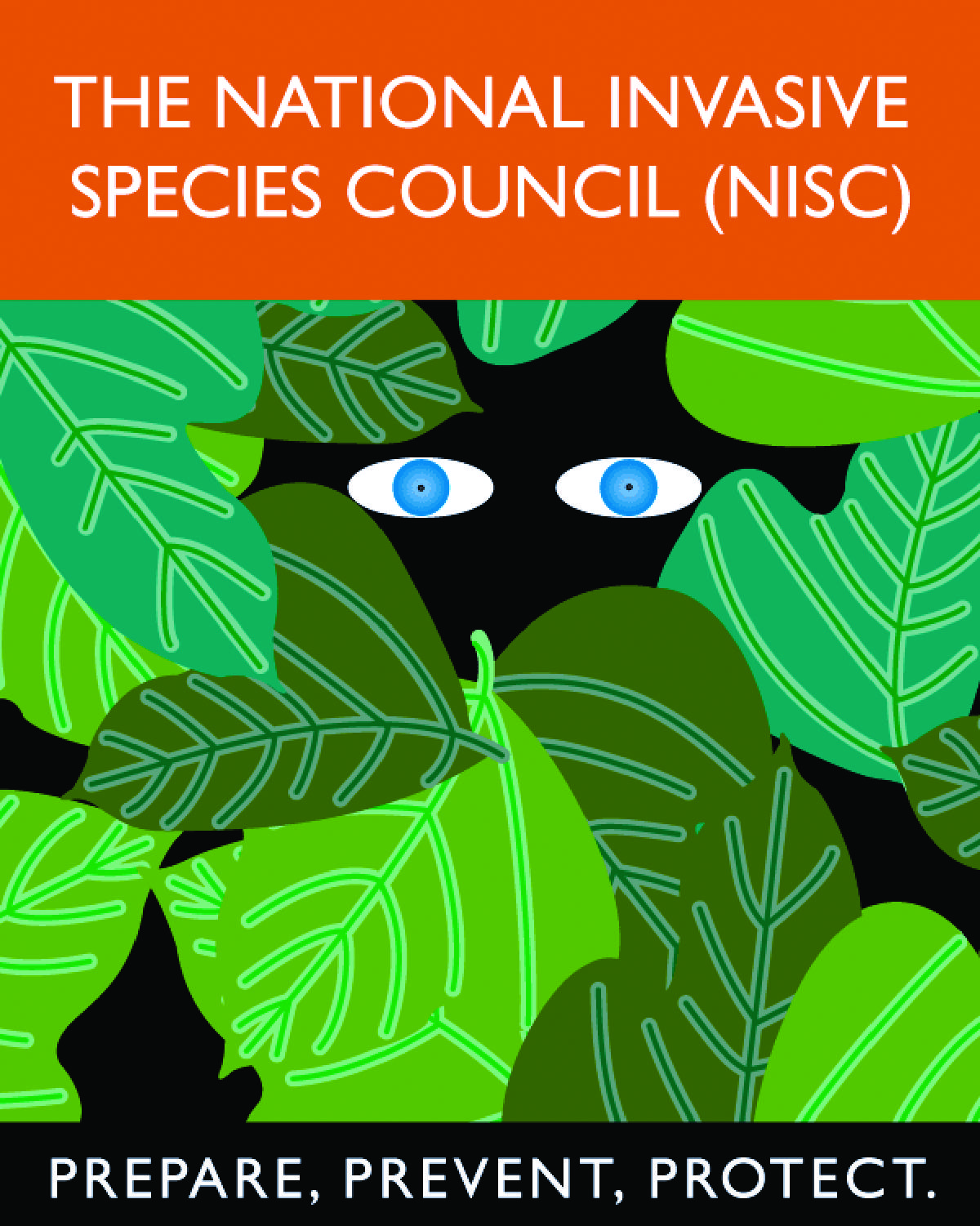
Logotipo do Conselho Nacional de Espécies Invasoras

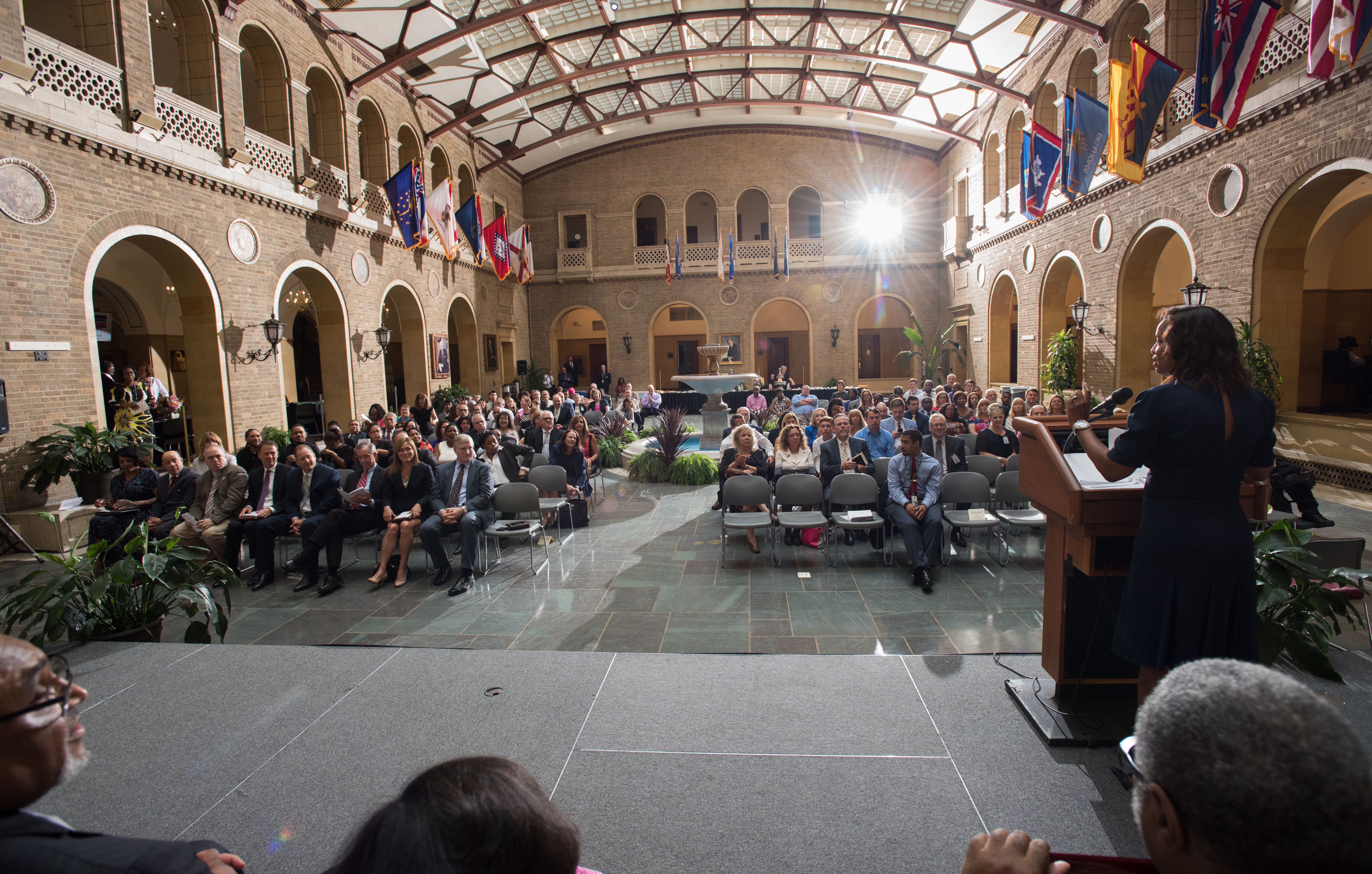
A Diretora Adjunta do Escritório de Pequenos Negócios e Negócios Desfavorecidos, Michelle E. Warren, liderando uma cerimônia de premiação em Washington, D.C.

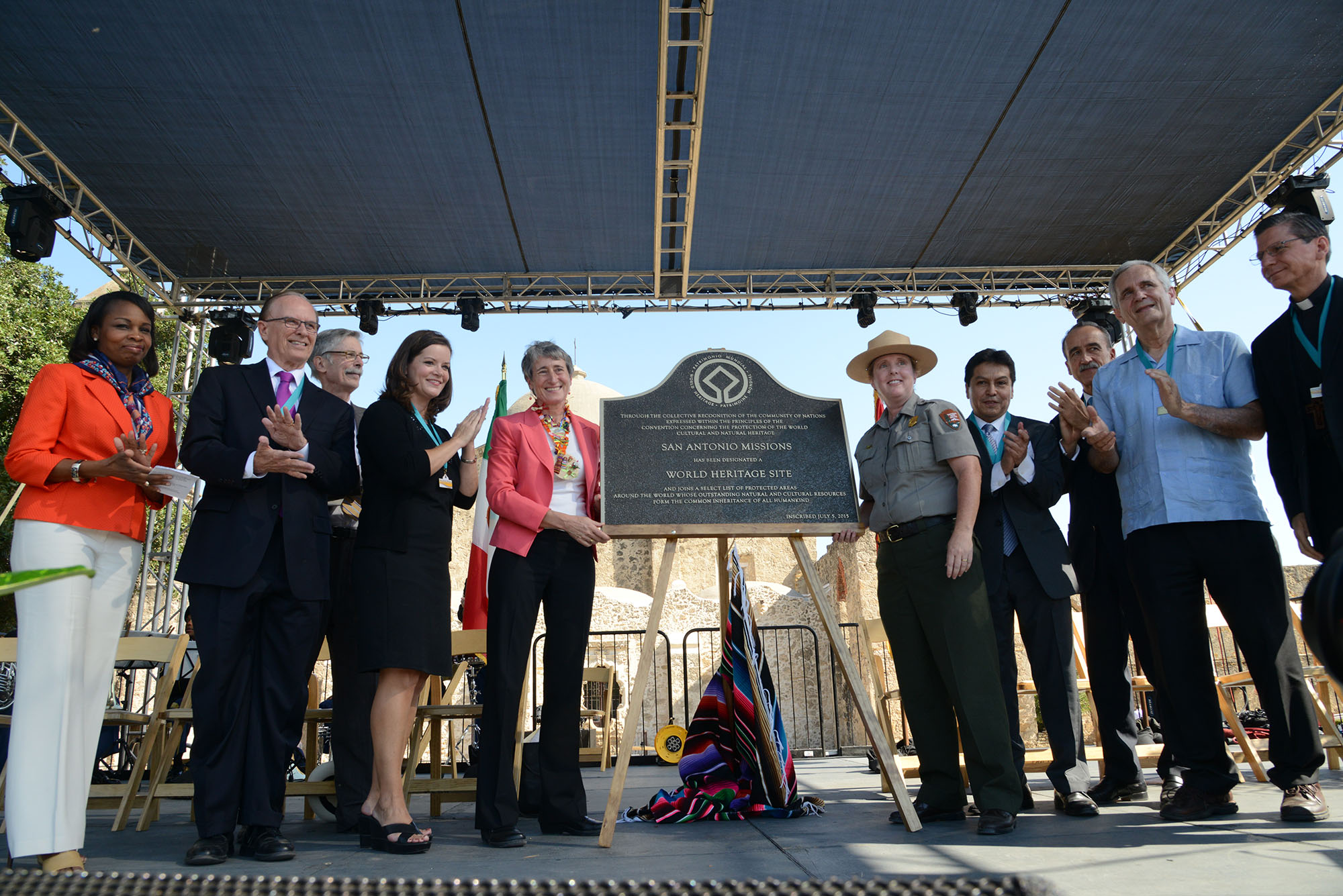
O Secretário Adjunto para Peixes, Vida Selvagem e Parques, Michael Bean (terceiro da esquerda), na cerimônia de dedicação do Patrimônio Mundial da UNESCO das Missões de San Antonio

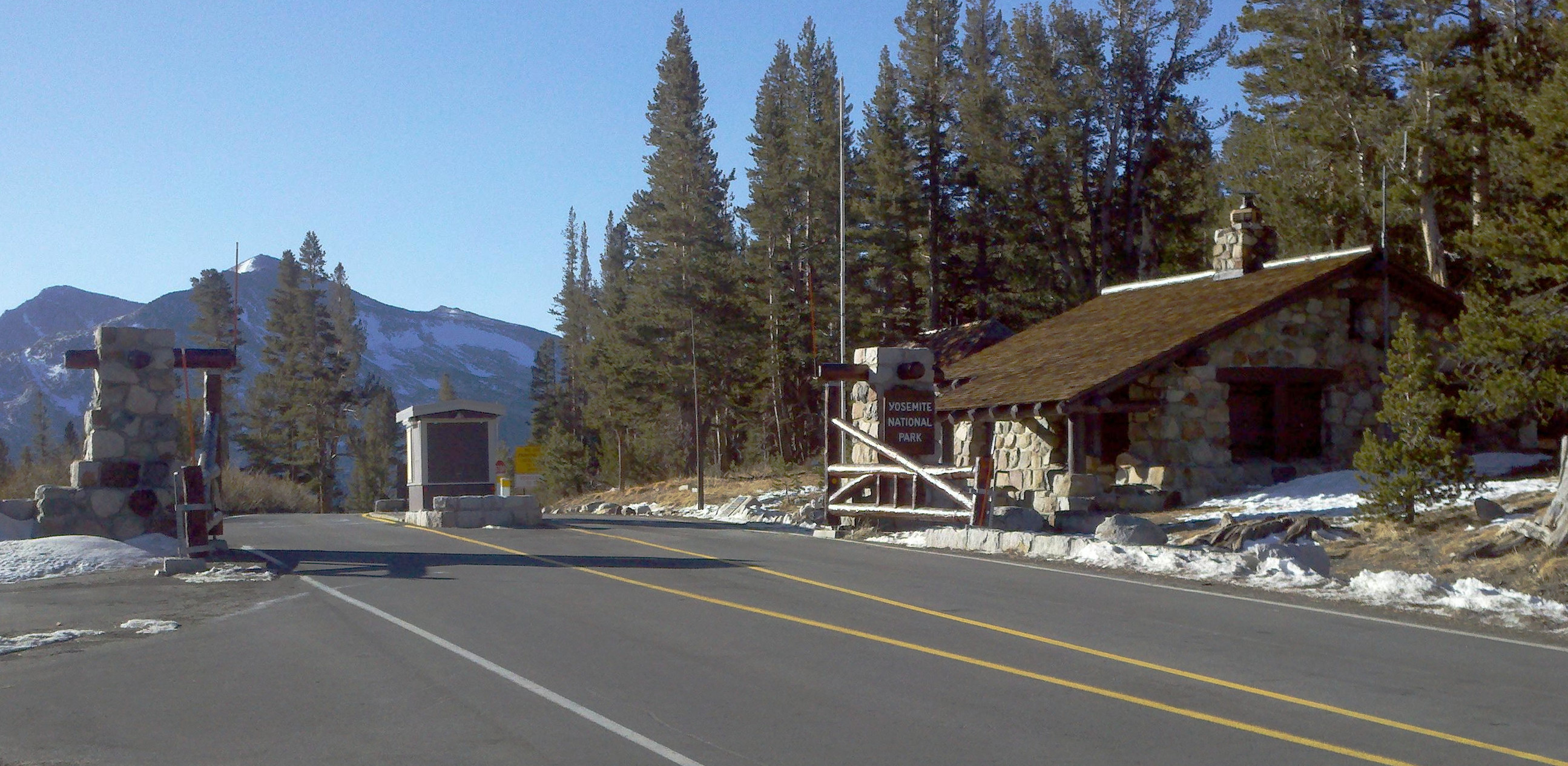
Estação de entrada leste do Parque Nacional de Yosemite

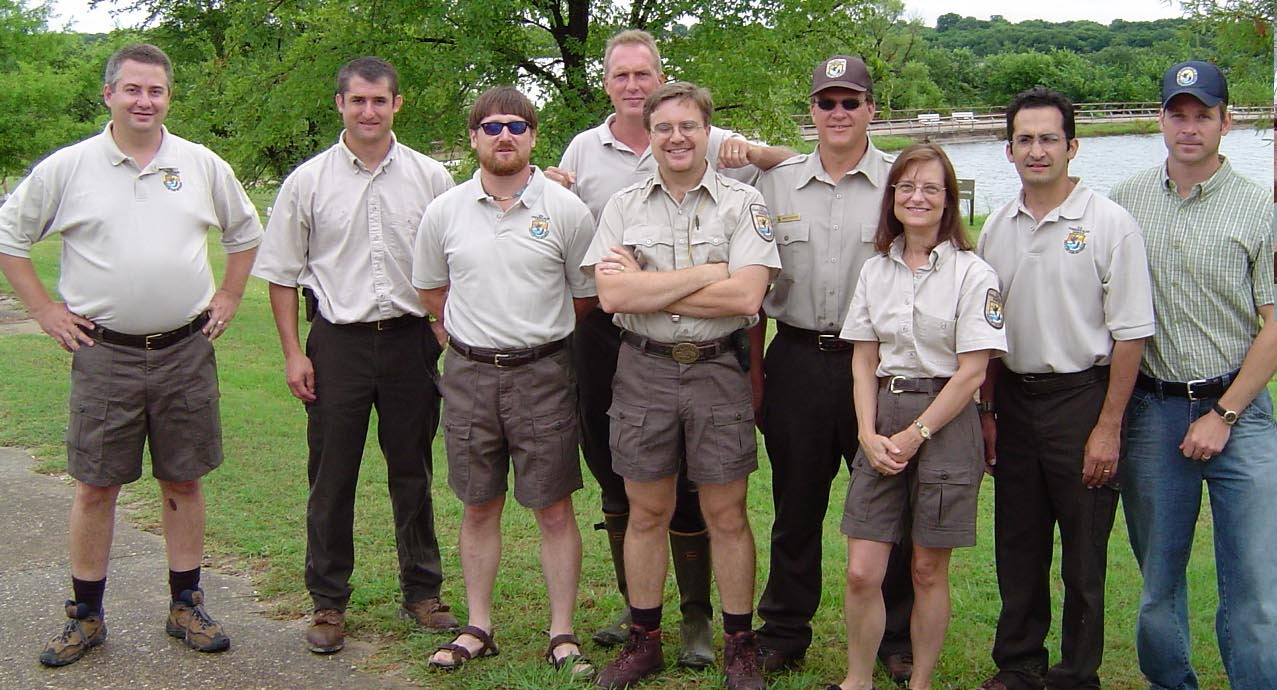
Funcionários do Serviço de Pesca e Vida Selvagem no Texas

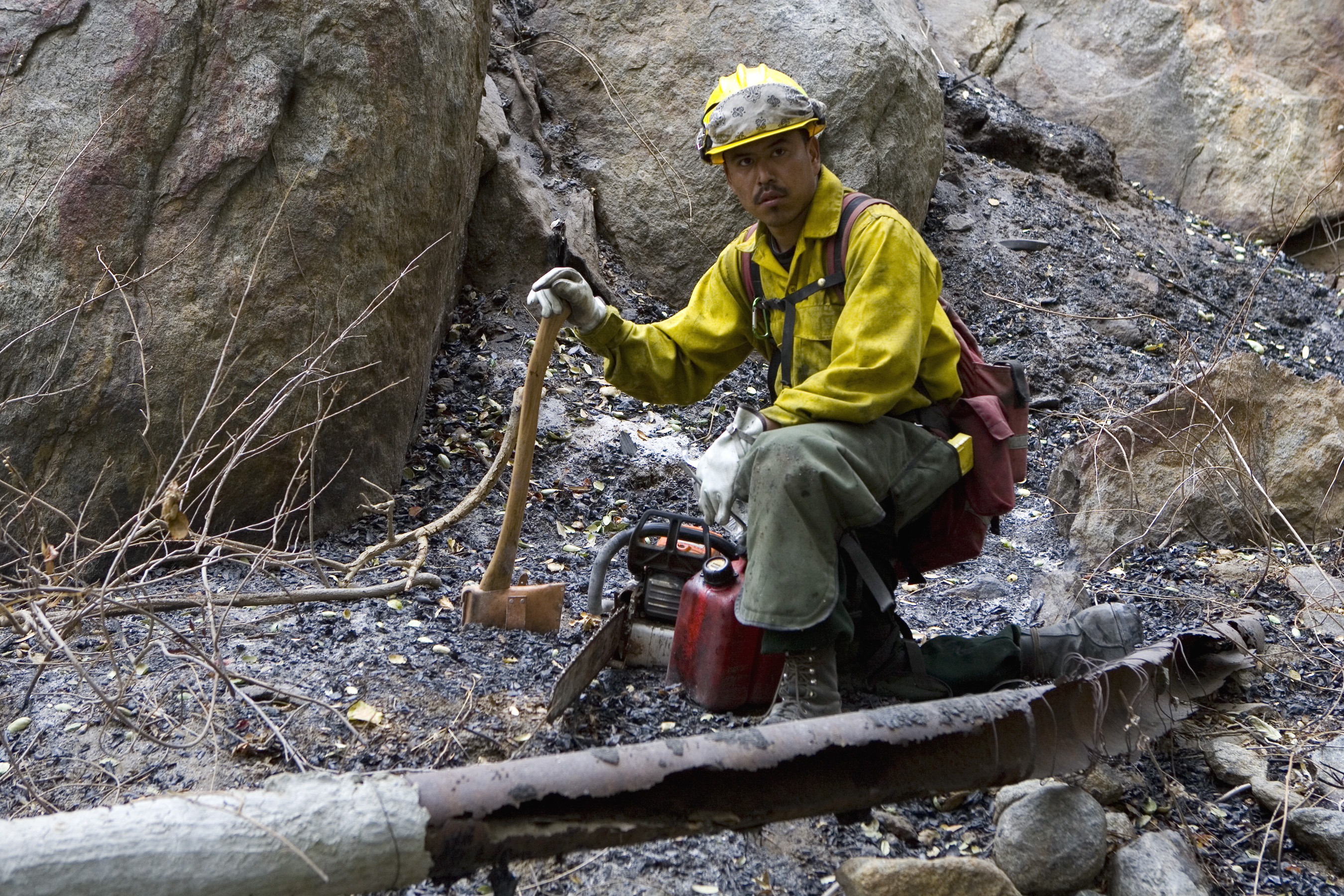
Um bombeiro do Bureau de Assuntos Indígenas na Reserva Indígena La Jolla

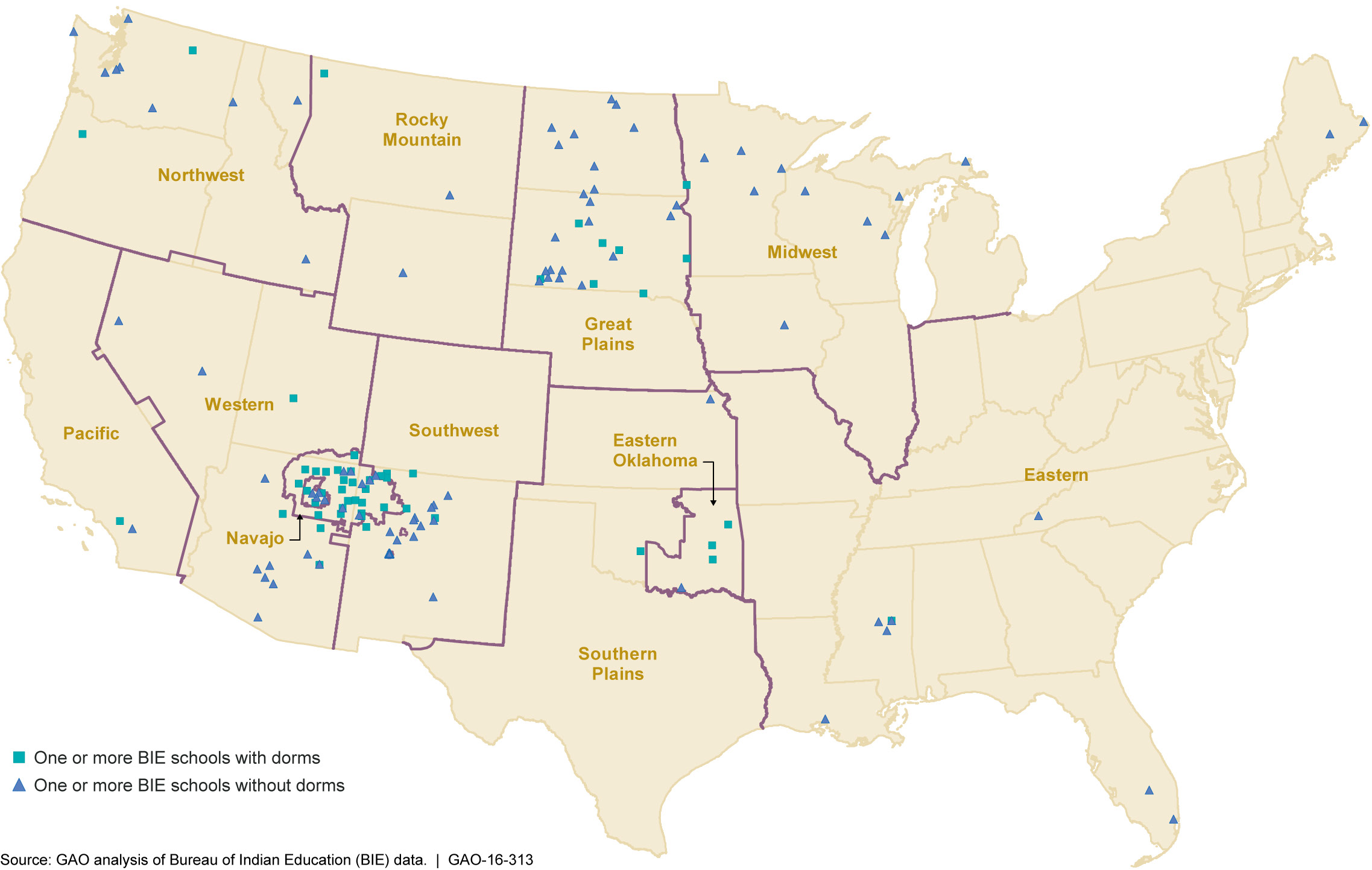
Mapa de 2016 das escolas do Bureau de Educação Indígena

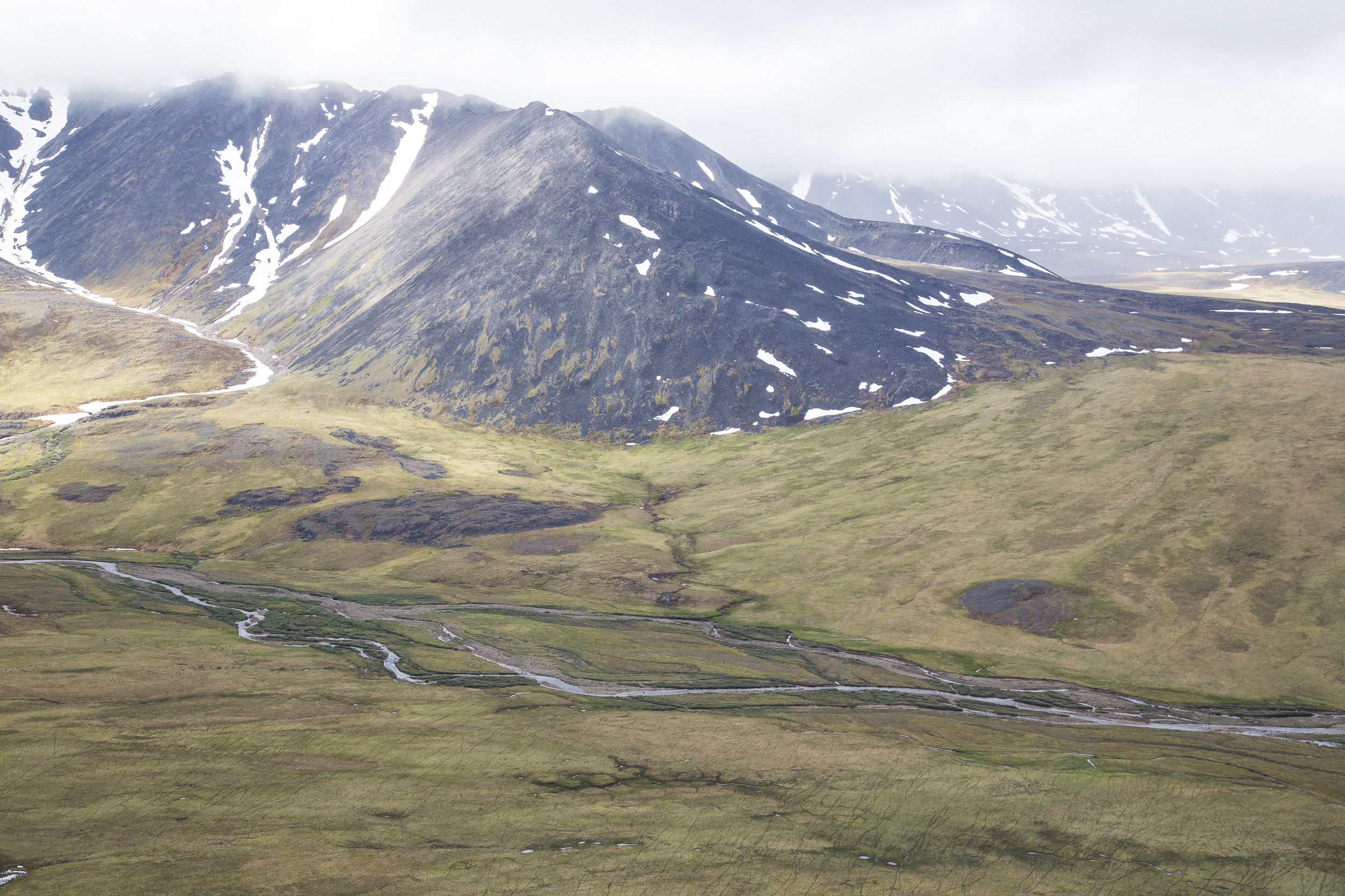
Uma Área de Estudo de Deserto do Bureau de Gestão de Terras no norte do Alasca

- Secretário Assistente para Política, Gestão e Orçamento
  - Secretário Adjunto para Política e Assuntos Internacionais
    - Escritório de Política e Conformidade Ambiental
    - Escritório de Assuntos Internacionais
    - Escritório de Relações Nativas Havaianas
    - Escritório de Restauração e Avaliação de Danos
    - Escritório de Análise de Políticas
    - Conselho Nacional de Espécies Invasoras

  - Secretário Adjunto para Orçamento, Finanças, Desempenho e Aquisição
    - Escritório de Orçamento
    - Escritório de Gestão Financeira
    - Escritório de Planejamento e Gestão de Desempenho
    - Escritório de Integração de Negócios [administra o Sistema de Gestão Financeira e Empresarial (FBMS)]
    - Escritório de Aquisição e Gestão de Propriedades
    - Escritório de Pequenos Negócios e Negócios Desfavorecidos

  - Secretário Adjunto para Capital Humano e Diversidade
    - Escritório de Recursos Humanos
    - Escritório de Segurança e Saúde Ocupacional
    - Escritório de Desenvolvimento Estratégico de Funcionários e Organização
    - Escritório de Direitos Civis

  - Secretário Adjunto para Tecnologia, Informação e Serviços Empresariais
    - Escritório de Ação Colaborativa e Resolução de Disputas
    - Escritório de Avaliação e Serviços de Valoração
    - Centro Empresarial do Interior
    - Escritório de Audiências e Apelações
    - Escritório de Instalações e Serviços Administrativos
    - Escritório do Diretor de Informações

  - Secretário Adjunto para Segurança Pública, Proteção de Recursos e Serviços de Emergência (DAS-PRE)
    - Escritório de Gestão de Emergências (OEM)
    - Escritório de Aplicação da Lei e Segurança (OLES)
    - Escritório de Incêndios Florestais
    - Escritório de Serviços de Aviação (OAS)
    - Coordenador Interagências de Fronteiras

  - Secretário Adjunto para Gestão de Receitas de Recursos Naturais
    - Escritório de Receitas de Recursos Naturais
- Secretário Assistente para Peixes, Vida Selvagem e Parques
  - Serviço Nacional de Parques
  - Serviço de Pesca e Vida Selvagem dos Estados Unidos
- Secretário Assistente para Assuntos Indígenas
  - Secretário Adjunto para Gestão
    - Escritório do Diretor Financeiro (OCFO)
    - Escritório do Diretor de Informações (OCIO)
    - Escritório de Gestão de Capital Humano (OHCM)
    - Escritório de Planejamento e Análise de Políticas (OPPA)
    - Escritório de Instalações, Meio Ambiente e Recursos Culturais (OFECR)

  - Secretário Adjunto para Política e Desenvolvimento Econômico
    - Escritório de Energia e Desenvolvimento Econômico Indígena (IEED)
    - Escritório de Jogos Indígenas (OIG)
    - Escritório de Autogovernança (OSG)

  - Gabinete de Assuntos Indígenas (BIA)
    - Escritório de Serviços Indígenas (OIS)
    - Escritório de Operações de Campo (OFO)
    - Escritório de Serviços de Justiça (OJS)
    - Escritório de Serviços Fiduciários (OTS)

  - Bureau de Educação Indígena (BIE)
  - Escritório de Assuntos Externos
    - Escritório de Assuntos Legislativos e Congressuais (OCLA)
    - Escritório de Assuntos Públicos (OPA)

  - Escritório de Reconhecimento Federal (OFA)
  - Escritório de Gestão Regulatória (ORM)
- Secretário Assistente para Gestão de Terras e Minerais
  - Bureau de Gestão de Terras
  - Escritório de Recuperação e Fiscalização de Mineração de Superfície
  - Bureau de Gestão de Energia Oceânica
  - Bureau de Segurança e Fiscalização Ambiental
- Secretário Assistente para Água e Ciência
  - Serviço Geológico dos Estados Unidos
  - Bureau de Reclamação
  - Escritório do Ato de Conclusão do Projeto Central de Utah
- Secretário Assistente para Assuntos Insulares e Internacionais
  - Escritório de Assuntos Insulares
  - Escritório de Assuntos Internacionais
  - Escritório do Programa de Atividades Oceânicas, Grandes Lagos e Costeiras
- Procurador
  - Escritório do Procurador (SOL)
- Escritório do Inspetor-Geral (OIG)
  - Escritório do Conselheiro-Geral
  - Inspetor-Geral Adjunto para Investigações
    - Escritório de Investigações

  - Inspetor-Geral Adjunto para Auditorias, Inspeções e Avaliações
    - Escritório de Auditorias, Inspeções e Avaliações

  - Inspetor-Geral Adjunto para Gestão
    - Escritório de Gestão

  - Inspetor-Geral Associado para Assuntos Externos
  - Inspetor-Geral Associado para Proteção de Denunciantes
  - Escritório de Gestão Estratégica
  - Inspetor-Geral Associado para Comunicações
- Diretor de Informações
- Fideicomissário Especial para Índios Americanos
- Conselhos Executivos Federais
- Museu do Interior
- Comissão Nacional de Jogos Indígenas (NIGC)

## Prêmios
O Prêmio de Honra da Convocação do DOI é o reconhecimento mais prestigioso concedido pelo departamento.
Os seguintes prêmios são entregues na Convocação de Prêmios de Honra:
- Prêmio de Excelência em Segurança e Saúde & Prêmio de Segurança na Aviação
- Prêmio de Serviço Distinto
- Prêmio do Cidadão por Bravura
- Prêmio de Valor

## Regiões
Em 2018, o DOI estabeleceu 12 regiões organizacionais para serem utilizadas em todo o departamento, substituindo as 49 regiões anteriores que eram usadas por 8 agências.